# (4946) Askalaphus
(4946) Askalaphus (1988 BW1) – planetoida z grupy trojańczyków okrążająca Słońce w ciągu 12,25 lat w średniej odległości 5,31 j.a. Odkryta 21 stycznia 1988 roku.